# A Collection of Great Dance Songs
A Collection of Great Dance Songs és un disc recopilatori del grup britànic de rock progressiu Pink Floyd que va aparèixer el 1981. Aquest és el tercer disc recopilatori oficial del grup d'un total de cinc i segons els crítics el pitjor d'aquests.
El disc va aparèixer contra l'opinió de Roger Waters. La majoria de cançons foren remesclades per David Gilmour com Shine On Your Crazy Diamond, Another Brick in the Wall, la introducció de Wish you Were Here i Money tornada a enregistrar per complet.
El resultat fou un cert canvi en la sonoritat del grup que no va agradar a molts dels fans ni als crítics musicals.

## Llista de temes
1. "One of These Days" (David Gilmour / Roger Waters / Rick Wright / Nick Mason (de Meddle)
  - Veu: Nick Mason
2. "Money" (Tornada a enregistrar per David Gilmour) (Roger Waters) (de Dark Side of the Moon)
  - Veu: David Gilmour
3. "Sheep" (Roger Waters) (d'Animals)
  - Veu: Roger Waters
4. "Shine On You Crazy Diamond" (Versió més curta) (David Gilmour / Roger Waters / Rick Wright) (de Wish You Were Here)
  - Veu: David Gilmour et Roger Waters
5. "Wish You Were Here" (David Gilmour / Roger Waters) (de Wish You Were Here)
  - Veu: David Gilmour
6. "Another Brick in the Wall part 2 (versió del single)" (Roger Waters) (de The Wall)
  - Veu: Roger Waters, David Gilmour i The Islington Green School